# Ceija Stojka
Ceija Stojka také známá jako Grete Rigo nebo Margarethe Rigo-Stojka (23. května 1933 Kraubath an der Mur Štýrsko – 28. ledna 2013 Vídeň) byla rakouská spisovatelka, malířka, aktivistka a hudební skladatelka. Patřila k lovarským romům, žijících převážně ve střední a východní Evropě. Jako dítě přežila tři koncentrační tábory Osvětim, Bergen-Belsen a Ravensbrück. Dva z jejích bratrů, Karl „Karli“ Stojka a Johann „Mongo“ Stojka, se rovněž stali spisovateli a hudebníky.

## Životopis
Ceija Stojka se narodila jako pátá ze šesti dětí matce Marii „Sidi“ Rigo Stojkové a otci Karlu „Wackar“ Horvathovi. Rodina cestovala po Rakousku jako koňští obchodníci, ale především jako hudebníci. Po deportaci otce do Dachau v roce 1941 byl zbytek rodiny odvlečen v roce 1943 do koncentračního tábora Auschwitz. V roce 1944 byla odvezena spolu se svou matkou a sestrou do ženského koncentračního tábora Ravensbrück a tak byla oddělena od svých čtyř mladších bratrů. Krátce před koncem války se dostala do Bergen-Belsenu, kde byla osvobozeni v roce 1945. Z širší rodiny, kterou tvořilo zhruba dvě stě lidí, přežilo genocidu Sintů a Romů pouze šest.
Do školy chodila až po válce. Žila ve Vídni až do konce svého života. Byla pohřbena na vídeňském hřbitově Groß-Jedlersdorf.

### Tvorba
V roce 1988 napsala svoji první knihu Žijeme ve skrytu: vyprávění rakouské Romky a jako jedna z prvních upozornila na osudy nejen Romů v koncentračních a vyhlazovacích táborech. Podle jejích vlastních slov začala psát o holokaustu až v době kdy bylo toto období dějin zlehčováno a popíráno předními rakouskými představiteli. Podle slov literární vědkyně Beate Eder-Jordan výrazně přispěla k uznání Romů jako národnostní menšina v Rakousku, ke kterému došlo roku 1993.
V roce 1992 vydala knihu Reisende auf dieser Welt , kde popsala vzpomínky na dobu strávenou v poválečném Rakousku.
V roce 1989, po cestě do Japonska, začala malovat své první obrazy. V japonské škole, když vyprávěla dětem o svých zkušenostech z koncentračních táborů, si přáli aby jim nakreslila obrázek jako památku. Náměty obrazů se staly barevné motivy přírody, život Romů před válkou, ale také temná zobrazení nacistické krutosti. Vytvořila přes tisíc kreseb a maleb, které vznikly v rozmezí více než dvaceti let. První výstava její tvorby se konala v roce 1991 ve Vídni pod názvem Bilder aus dem Leben einer Romni (obrazy ze života Roma). Vystavovala často v Německu a Rakousku, ale i v Japonsku, Francii nebo České republice.
Českou republiku navštívila v roce 2009, kdy vystavovala své obrazy v brněnském Muzeu romské kultury a v roce 2010 přijela představit český překlad své první knihy Žijeme ve skrytu na pražském veletrhu Svět knihy.
Rakouská dokumentaristka a spisovatelka Karin Bergerová o ní natočila v roce 1999 film Ceija Stojka – Portrét romské ženy a v roce 2005 Pod prkny světle zelená tráva.

### Ocenění
- 1993 – Cena Bruna Kreiského za politickou knihu
- 2000 – Cena Josefa Feldera
- 2001 – Zlatá medaile za zásluhy udělená spolkovou zemí Vídeň
- 2004 – Humanitní medaile města Linz
- 2005 – Zlatá medaile za zásluhy udělená spolkovou zemí Horní Rakousko
- 2006 – dokumentární cena rakouské televize
- 2009 – jmenování čestnou profesorkou rakouského spolkového ministra školství, umění a kultury

V roce 2014 bylo náměstí před farním kostelem Altlerchenfeld (sedmý vídeňský obvod) pojmenováno Ceija-Stojka-Platz

### Dílo
- Wir leben im Verborgenen. Erinnerungen einer Rom-Zigeunerin (1998) – Žijeme ve skrytu: vyprávění rakouské Romky. Praha: Argo, 2008. ISBN 978-80-257-0104-1.
- Reisende auf dieser Welt (1992)
- Meine Wahl zu schreiben – Ich kann es nicht , sbírka básní byla vydána romsky i německy.